# Mirjam Schambeck
Mirjam Schambeck (* 1966 in Wörth an der Donau) ist eine deutsche römisch-katholische Theologin, Religionspädagogin, Hochschullehrerin und Franziskanerin.

## Leben
Schambeck studierte von 1988 bis 1993 an der Universität Regensburg römisch-katholische Theologie und Germanistik. Von 1994 bis 1998 absolvierte sie ein Promotionsstudium in Dogmatik und Dogmengeschichte, das sie mit der Promotion in Regensburg abschloss. 2005 wurde sie ebenfalls in Regensburg für Religionspädagogik/Katechetik und Didaktik des Religionsunterrichts habilitiert.
Von 2006 bis 2011 war Schambeck Professorin für Religionspädagogik und Didaktik des Religionsunterrichts an der Otto-Friedrich-Universität Bamberg, von 2011 bis 2012 war sie Lehrstuhlinhaberin für Religionspädagogik und Didaktik des Religionsunterrichts an der Ruhr-Universität Bochum, von 2012 bis 2022 war sie Lehrstuhlinhaberin für Religionspädagogik an der Albert-Ludwigs-Universität Freiburg. Seit 2022 ist sie Lehrstuhlinhaberin für Religionspädagogik und Didaktik des Religionsunterrichts an der Ludwig-Maximilians-Universität München.

## Werke (Auswahl)
Als Autorin:
- Contemplatio als Missio. Zu einem Schlüsselphänomen bei Gregor dem Großen. Echter, Würzburg 1999 (Dissertation, Universität Regensburg, 1998).
- Mystagogisches Lernen. Zu einer Perspektive religiöser Bildung(= Studien zur Theologie und Praxis der Seelsorge. Bd. 62). Echter, Würzburg 2006 (Habilitationsschrift, Universität Regensburg, 2005).
- mit Andrea Six: Von der Sehnsucht bewegt. Ein Begleiter durch die Fasten- und Osterzeit. Matthias-Grünewald-Verlag, Ostfildern 2009.
- Bibeltheologische Didaktik. Biblisches Lernen im Religionsunterricht (= UTB. Bd. 3200). Vandenhoeck & Ruprecht, Göttingen 2009.
- Interreligiöse Kompetenz. Basiswissen für Studium, Ausbildung und Beruf (= UTB. Bd. 3856). Vandenhoeck & Ruprecht, Göttingen 2013.
- Nach Gott fragen zwischen Dunkel und Licht. Echter, Würzburg 2014.
- mit Elisabeth Wöhrle: Im Innern barfuß. Auf der Suche nach alltagstauglichem Beten. Echter, Würzburg 2020, ISBN 978-3-429-05483-0.

Als Herausgeberin:
- mit Walter Schaupp: Lebensentscheidung. Projekt auf Zeit oder Bindung auf Dauer? Zu einer Frage des Ordenslebens heute. Echter, Würzburg 2004.
- mit Matthias Bahr und Ulrich Kropač: Subjektwerdung und religiöses Lernen. Für eine Religionspädagogik, die den Menschen ernst nimmt. Kösel, München 2005 (Festschrift Georg Hilger zum 65. Geburtstag).
- mit Johanna Rahner: Zwischen Integration und Ausgrenzung. Migration, religiöse Identität(en) und Bildung – theologisch reflektiert. Lit, Berlin 2011.
- mit Sabine Pemsel-Maier: Inklusion?! Religionspädagogische Einwürfe. Herder, Freiburg im Breisgau 2014.